# 志村理佳
志村 理佳（しむら りか、1992年10月2日 - ）は、日本の元女性アイドル。SUPER☆GiRLSの元メンバー（2代目リーダー）。愛称は、りかたそ、しむ。
神奈川県出身。活動時はエイベックス・マネジメントに所属していた。

## 略歴
2010年6月12日、『avex アイドルオーディション 2010』に合格し、女性アイドルグループ・SUPER☆GiRLSのメンバーとなる。2011年よりソロ活動も始める。
2018年2月16日、『超絶☆定期公演Vol.7「超絶☆バレンタイン 〜私達からの愛を受けとって♡〜」』で同年5月から始まるツアーの最終日である6月24日をもってグループから卒業することを発表し、同日付で卒業。同時に芸能界からも引退した。
その後、27歳の誕生日となる2019年10月2日、自身のInstagram上で結婚したことを発表した。また、2020年12月31日、自身のInstagramで2020年に第一子を出産していた事を発表した。

## 人物
SUPER☆GiRLSでのイメージカラー（超絶カラー）はピュアホワイト、公式ニックネーム「りかたそ」。キャッチコピーは「志村と言ったら？（アイーン）…じゃなくて、おバカでキュートな腹筋番長。」（2014年2月23日までは「天使の笑顔のおばかさん」）。グループ内では2014年2月23日まで副リーダー、翌2月24日から2016年6月25日までリーダーを務めた。
2011年よりグラビアアイドルとしての活動を開始し、『ヤングガンガン』や『週刊少年マガジン』、『週刊アスキー』などの雑誌に出演している。2011年11月4日発売『ヤングガンガン』No.22では、初めて単独で表紙と巻頭グラビアを飾った。その後も『ヤングガンガン』No.19（2012年9月21日発売）、『ARMS MAGAZINE』（2013年1月26日発売）、『ヤングキング』No.14（2013年6月23日発売）でも表紙とグラビアを務めた。また2012年9月21日には1stソロ写真集『りかたそ』（スクウェア・エニックス）が発売された。
2012年7月、『SUPER☆GiRLSフルバトル公演2012 夏〜今年はちょっと押さえ気味!?4日間連続でプリプリしちゃった後の投げキッスはたまらないっ!〜』で企画・構成を担当した。

## 作品

### 参加楽曲
- ジン ジン ジングルベル（2013年12月4日、トゥィンクルヴェール from SUPER☆GiRLS名義） - 八坂・志村・渡邉ひ・宮﨑・勝田・荒井のユニット

### 映像作品
- 振り返るな！（2018年4月27日、リバプール）

## 出演

### テレビ
- ぶらかるちゃ（2012年4月18日・25日、J:COM） - ニレンジャーとの共演
- ニチヨル!（2017年5月13日 - 2018年5月26日、RAB青森放送） - 準レギュラー

#### テレビドラマ
- まっしろ 第4話（2015年1月28日、TBS） - 三國麻綾 役

### ラジオ
- 〜DJ KOO Presents〜 BEAT GOES ON（2016年4月、FM-FUJI） - マンスリーアシスタント
- ラジカントロプスNEXT 2週連続「iDOL Streetスペシャル」（2016年6月20日、ラジオ日本） - パーソナリティ
- ニチヨル! ラジオ!!（2017年5月14日 - 2018年6月17日、RAB青森放送） - 準レギュラー
- SUPER☆GiRLS 志村理佳の「しむらじお」（2017年5月23日 - 2018年6月19日、渋谷クロスFM） - 初の冠番組

### 舞台・イベント
- リーディングライブ「UBUGOE 〜voice of comedy〜」vol.6（2015年9月16日、亀有リリオホール）
- SOLID STARプロデュース「MONSTER LIVE!」（2017年5月30日 - 6月4日、新宿シアターモリエール）
- 緊急開催！今夜はアナタのSUPER LIVE!!〜真夏の激アツLIVE SP〜（2017年7月31日、TSUTAYA O-EAST） - アシスタント
- お笑いトークライブ「明日は日曜ですし」（2017年8月12日、vatios） - ゲスト

### モデル
- TOKYO GIRLS COLLECTION by girlswalker.com
  - 2014 Autumn/Winter（2014年9月6日、さいたまスーパーアリーナ） - 荒井玲良・田中美麗・渡邉幸愛とともに出演
- 成人式用振袖カタログ「ふり姫2013」（2012年、日本きものシステム協同組合） - 荒井玲良との共演

## 書籍

### 写真集
- 志村理佳 (From SUPER☆GiRLS) ファースト写真集 りかたそ（2012年9月21日、スクウェア・エニックス）ISBN 978-4757537521[7]

### カレンダー
- 志村理佳(SUPER☆GiRLS) カレンダー 2013年（2012年10月17日、ハゴロモ）

### カード
- B.L.T.「CARDGRAVURE COLLECTION」第11弾：志村理佳（2013年1月10日、東京ニュース通信社）